# كارلوس ساستري

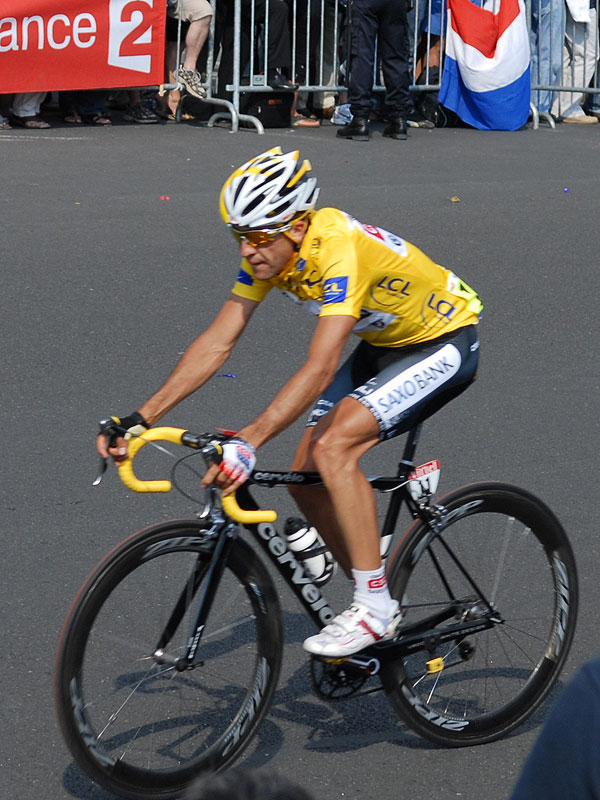
كارلوس ساستري

كارلوس ساستري كانديل (بالإسبانية: Carlos Sastre)‏ (بالإسبانية: Carlos Sastre Candil، ولد في 22 أبريل 1975، ليغانيس، مدريد، إسبانيا) دراج إسباني .
فاز بسباق طواف فرنسا عام 2008.

## إنجازاته

### سباق الطوافات الكبرى
- طواف فرنسا
  - 2006: المرتبة الثالثة بطواف فرنسا.
  - 2008:  بطل طواف فرنسا.
- طواف إسبانيا
  - 2005: المرتبة الثانية بطواف إسبانيا.
  - 2007: المرتبة الثالثة بطواف إسبانيا.
  - 2008: المرتبة الثالثة بطواف إسبانيا.
- طواف إيطاليا
  - 2009: المرتبة الثانية بطواف إيطاليا.

## روابط خارجية
- كارلوس ساستري على موقع الاتحاد الدولي للدراجات (الإنجليزية)
- كارلوس ساستري على موقع أرشيف الدراجات (الإنجليزية)
- كارلوس ساستري على موقع إحصائيات الدراجات الإحترافية (الإنجليزية)
- كارلوس ساستري على موقع نسبة الدراجات (الإنجليزية)
- كارلوس ساستري على موقع CycleBase (الإنجليزية)
- كارلوس ساستري على موقع أوليمبيديا (الإنجليزية)